# Districte de Loralai
El districte de Loralai és una divisió administrativa de la Província pakistanesa de Balutxistan. La capital és Loralai. El nom deriva del petit riu Loralai. La superfície és de 9.830 km² i la població al cens del 1981 era de 235.038 habitants i al de 1998 de 295.555. La població és en gran majoria paixtus (tribus kakar i nasar sobretot).

## Administració
Administrativament està format per dues subdivisions, dos tehsils i dos subtehsils:
- Duki
  - Duki
    - Sinjavi
- Bori
  - Bori
    - Makhter

## Tribus principals
- 1)Kakar
- 2) Tareen
- 3) Durrani
- 4)Luni
- 5)Hamzazai
- 6) Khajjak
- 7) Musa khail
- 8) Ghilzai (Sulaimankhel, Tarakai, Hottak, Tokhai Harami, Andar i altres)
- 9) Khawaja
- 10) Syed
- 11) Jogazia (branca dels Kakar)

### Duki
- a)Tareen
- b)Nasar
- c)Luni
- d)Zarkoon
- e) sargarai
- f) Khajjak(Hamzazai)
- g) Shadozai(Kakar)
- h) Seemab Malghani
- i) Syed (peachi)

### Musa Khel
- a)Zimri
- b)Belkhel
- c)Laharzai
- d) Syed (Ghar Sheen)
- e) Jaffar

## Història
Vers 1383 els maliks de la dinastia Kart que dominaven Kandahar foren eliminats per Tamerlà; aquest va cedir els territoris al seu net Pir Muhàmmad ibn Jahangir, i aleshores sembla que la província de Kandahar arribava fins a la frontera del Sind incloent Loralai. Baber, després de conquerir Kabul, va anar a l'Índia i al seu retorn va passar per Balutxistan. El territori del districte tenia llavors centre a Duki i era una dependència de la província de Kandahar. Després de les lluites de 1540 a 1545 la regió de Kandahar fou conferida el 1545 per Humayun a Mir Sayyid Ali. La regió va estar a mans dels mogols fins al 1559 quan va passar als safàvides perses que la van conservar fins al 1595, en què la va reconquerir Akbar. Sota aquest emperador Duki era una dependència oriental de la província de Kandahar.
El 1622 Kandahar va passar altre cop als safàvides i Duki va seguir el mateix camí, i el govern feudal fou conferit a Sher Khan Tarin amb seu a Pishin i amb autoritat sota les dependències tribals. Una expedició de Dara Sikoh, fill de Shah Jahan, per reconquerir Kandahar (1653) va fracassar i encara que Duki fou ocupada, quan Dara Sikoh es va retirar fou abandonada. Els mogols ja no van recuperar la ciutat ni regió de Kandahar.
Amb l'enfonsament del poder safàvida la ciutat i regió va caure en mans de Mir Wais Ghilzai vers 1709. Després de trenta anys d'hegemonia dels ghilzai, va passar a Nadir Shah de Pèrsia el 1737. Assassinat Nadir Shah el 1747 el seu general l'afganès Ahmad Shah Abdali va prendre el poder i es va apoderar de la regió de Kandahar; va agafar el nom d'Ahmad Shah Durrani i va donar el govern feudal a Agha Jan. Aquest es va enfrontar a la tribu tarin i membres d'aquesta el van assassinar. Ahmed Shah indignat, va anar a Thal amb una força poderosa i els tarins es van rendir i van acceptar pagar una taxa anual. El 1826 els barakzai de Dost Muhammad van agafar el poder i van conservar la regió fins al 1879.
En aquest darrer any Duki i Thal Chotiali (i altres zones del Balutxistan) van passar als britànics al final de la Tercera Guerra Angloafganesa, pel tractat de Gandamak de 25 de maig de 1879. En aquest any les tropes britàniques que retornaven de l'Afganistan foren atacades per tribals de les valls Zhob i Bori a Baghao, dirigits per Shah Jahan, mir de Zhob; els tribals froen derrotats. El 1881 Thal Chotiali (Sibi) que incloïa Duki fou convertida en subdistricte de l'agència d'Harnai. El 1881 els habitants de Sanjavi foren posats sota domini britànic. El 1883 es va construir un campament militar a Duki i una guarnició a Thal Chotiali (Sibi) deixant un destacament a Gumbaz. El 1884 es van establir les agències de Thal Chotiali i Duki administrades conjuntament. L'octubre de 1884, després de diversos atacs kakars, una força de 4.800 sota el general Tanner els va derrotar i el 22 de novembre de 1894 els caps tribals de Zhob i de Musa Khel va signar un tractat acceptant el domini britànic; després l'agent Robert Sandeman es va desplaçar a la vall de Bori i el va posar sota control el 1886 per decisió en assemblea (darbar) de les tribus. Seguidament es va decidir que s'havia de construir una ruta de frontera des de Dera Ghazi Khan a Pishin a través de Loralai i el campament militar (cantonment) de Duki fou traslladat el 1886 a Loralai i es van establir posicions menors a Sanjavi, Mekhtar i Kingri. El quarter general del subagent polític a Duki va passar a Loralai. El novembre de 1887 Duki i Thal Chotiali (Sibi) foren declarats incorporats a l'Índia Britànica i es va abolir l'agència; l'agent va esdevenir subcomissionat de Duki i Thal Chotiali. El 1888 Sir Robert Sandeman va marxar amb una petita tropa pel Musa Khel cap al Zhob del sud i va ocupar la vall de Zhob el 1889. Loralai (vila i cantonment) van restar dintre el districte de Thal Chotiali fins a 1894 quan foren agregats a l'agència de Zhob (antic districte de Zhob reconvertit a agència el 1890). L'octubre de 1903 l'agència fou suprimida i convertida en els districtes de Zhob i Thal Chotiali, i es van crear el districte de Sibi (a l'oest) i el districte de Lorelai (a l'est); aquest darrer va quedar format pels tehsils de Musa Khel i Bori (de Zhob) i els tehsils de Duki, Sanjavi i Barkan del districte de Thal Chotiali.
El 1903 el districte tenia 20.717 km², 400 pobles i una població el 1901 de 67.684 habitants quasi tots musulmans sinnites. Les muntanes derivades de la serralada de Sulaiman eren conegudes localment com a Damangarh; les serres Kru i Gadabar al centre i la serralada de Dabbar a l'est i sud eren les principals. El riu principal era el Anambar (el Loralai és un afluent d'aquest) també anomenat Nari quan desemboca al Kacchi, i format pel Loralai, Mara i Sehan, al que s'uneixen també després el Lakhi i el Narechi. Altres rius són el Vihowa, Sanghar i Kaha. Administrativament formava de fet dos districtes, el de Duki (del Balutxistan Britànic) i el de Loralai (de l'Agència del Balutxistan) però administrats conjuntament per un agent politic i subcomisisonat, estant format per tres subdivisions i cinc tehsils:
- Musa Khel
  - Musa Khel
- Bori 
  - Bori
  - Barkhan
- Duki 
  - Duki
  - Sanjawi

Ètnicament estava poblat per diverses tribus paixtus encapçalades pels kakars, musa khels, dumars, tarins i lunis: els khetrans (prop de 14000) eren balutxis barrejats amb paixtus i jats. La capital Loralai tenia 2561 habitants el 1901.
El 1936 es va iniciar un moviment antibritànic anomenat "Anjuman-i-Watan" fundar per Khan Shaheed Abdul Samad Khan Achakzai, que operava al sud de la província de la Frontera del Nord-oest que anomenaven Pashtunkhuwa (quivalent a Paixtunistan) i va afectar tota la divisió de Zhob. Milers de persones es van unir al moviment i van demanar un estat paixtu separat. Baran Khan Khudezai dirigia el moviment a la zona de Lorelai i va convidar el 1938 a Khan Abdul Ghaffar Khan en el que va participar també Abudul Samad Khan Achakzai el president del Anjuman-i-Watan. El 1939 el comissionat britànic va començar la repressió i va detenir centenars de persones i líders.
El 1947 le tribus van optar per Pakistan en referèndum.
Loralai va perdre part del seu territori el 1992 quan es van crear el districte de Musakhel i el districte de Barkhan.